# Droga wojewódzka 725
Die Droga wojewódzka 725 (DW 725) ist eine 39 Kilometer lange Droga wojewódzka (Woiwodschaftsstraße) in der polnischen Woiwodschaft Masowien und der Woiwodschaft Łódź, die Rawa Mazowiecka mit Belsk Duży verbindet. Die Strecke liegt im Powiat Rawski und im Powiat Grójecki.

## Streckenverlauf
Woiwodschaft Łódź, Powiat Rawski
-  Rawa Mazowiecka (S 8, DK 72, DW 707, DW 726)
- Kaleń
- Wólka Lesiewska
- Biała Rawska
- Koprzywna
- Wola-Chojnata
- Stanisławów
- Krukówka

Woiwodschaft Masowien, Powiat Grójecki
- Wilków Pierwszy
- Wilków Drugi
- Łaszczyn
- Jadwigów
- Głudna
- Rębowola
- Mała Wieś
-  Belsk Duży (DW 728)